# Hidaka (Saitama)
Hidaka (日高市 Hidaka-shi?) es una ciudad que se encuentra en Saitama, Japón.
Según datos de 2003, la ciudad tiene una población estimada de 53.597 habitantes y una densidad de 1.128,36 personas por km². El área total es de 47,50 km².
La ciudad fue fundada el 1 de octubre de 1991.